# Chlenias australasia
Chlenias australasia là một loài bướm đêm trong họ Geometridae.